# Een podcast over media
Een podcast over media is een podcast over ontwikkelingen in media en technologie gepresenteerd door media-ondernemers Alexander Klöpping (oprichter Blendle) en Ernst-Jan Pfauth (oprichter De Correspondent). De podcast wordt geproduceerd door Botte Jellema en Dag en Nacht Media. 

## Geschiedenis
De eerste aflevering was te beluisteren op 12 juni 2016. Niet alle onderwerpen zijn gerelateerd aan media, zo gaat het ook vaak over financiële onafhankelijkheid en zelfverbetering. Er worden regelmatig gasten uitgenodigd. Onder andere Rob Wijnberg, Rutger Bregman en Annejet van der Zijl waren te gast.
In oktober 2020 kwam de podcast in het nieuws door de aflevering 'Onze Stokpaardjes' die was geschreven door de kunstmatige intelligentie-tool GPT-3 op basis van de eerdere afleveringen.
De podcast was aanvankelijk gratis te beluisteren, maar kwam achter een betaalmuur na de overname van Dag en Nacht Media door het Deense bedrijf Podima in 2022.

## Erkenning
- 2020: derde in de categorie 'Media en Opinie' van de Dutch Podcast Awards.[5]